# 豐臣國松
豐臣國松（1608年—1615年6月19日），豐臣秀賴之子，母親是側室渡邊五兵衛之女阿以茶。

## 生涯
生於大坂城，但是出生卻被交由祖母淀夫人的妹妹常高院帶往京極家藏匿，後來成為若狹國的砥石屋彌左衛門養子。
1614年時發生大坂冬之陣，因為秀賴有私生子的這件事還沒被發現，所以常高院就把國松帶到大坂城裡去見自己的生父與祖母，從此國松就一直沒有出城。1615年時，豐臣家於大坂夏之陣戰敗，國松與秀賴拜別後，便由乳母與京極家的侍從田中六郎左衛門從大坂城帶走。但是在路上與隨侍失散，接受伏見某商人保護時又自稱是少主、並且以「大人」來稱呼自己的父親，令人懷疑而被京都所司代板倉勝重帶走。
經過比對後，確認國松是秀賴的兒子，於是就在京都的六條河原將國松斬首。只有乳母活了下來，之後由秀吉的側室松之丸殿出面，領回國松的遺體，葬在京都的誓願寺。

## 生存之說
也有傳說指出死的並不是國松，而他是逃到薩摩國的島津家，成為豐後國日出藩的木下家分家、交代寄合木下家之祖木下延由，因此這一支的子孫現在變成姓豐臣姓了。

## 相關作品
- 豐臣公主